# Kutzleben (Adelsgeschlecht)

Wappen derer von Kutzleben

Die von Kutzleben sind ein thüringisch-schwarzburgisch-hohnsteinisches, noch heute blühendes Uradelsgeschlecht mit gleichnamigem Stammsitz Kutzleben bei Weißensee.

## Geschichte

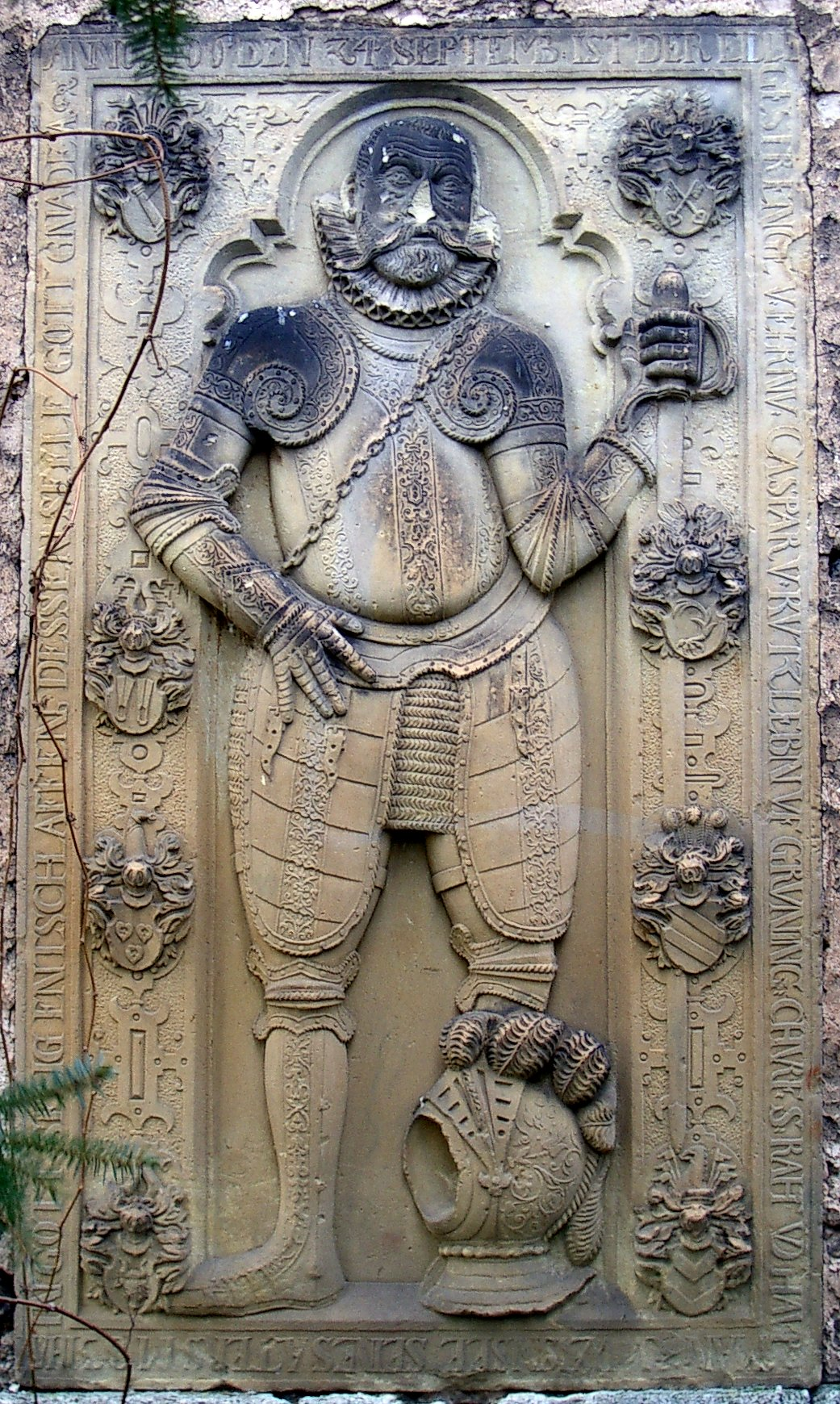
Grabplatte des Ritters Caspar von Kutzleben

Das Geschlecht erscheint erstmals in einer Erfurter Klosterurkunde aus dem Jahre 1120, in der Ritant de Cuczeleiben als Zeuge genannt ist. Nachfolgend wird die Familie urkundlich 1221 mit Rudolfus de Kozeleibin und 1263 mit Heinrich von Kutzleben erwähnt. In einer schwarzburger Urkunde werden als Zeugen 1338 die Ritter Heinrich von Kutzleben und Heinrich von Wiehe erwähnt. Besitzungen und Güter hatte die Familie in Schloss Grüningen, Nausitz, Westgreußen, Straußfurt und Freienbessingen (Betzingen, Freyen-Bessingen). Zeitweilig bestand eine schwäbische Linie mit Christian von Kutzleben, der 1551 das Schlössle Steinreinach bei Korb erwerben konnte.

## Wappen

Wappen in Siebmachers Wappenbuch 1605

Das Wappen zeigt in Silber eine schrägrechts liegende schwarze Säule. Auf dem Helm mit schwarz-silbernen Decken zwischen schwarzen (und silbernen) Hahnenfedern zwei von Silber und Schwarz geteilte Fähnlein, die eine spitze weiße Feder einschließen.
Mit den von Reiche, von Zenge(n) und von Wiehe stammes- und wappenverwandt.
Eine wappengeschmückte Grabplatte des Ritters Caspar von Kutzleben († 1606) findet sich in der Wand der Dorfkirche von Schloss Grüningen.